# Bradypodion melanocephalum
Il camaleonte nano dalla testa nera (Bradypodion melanocephalum (Gray, 1865)), conosciuto anche con il nome di camaleonte nano di KwaZulu, è un piccolo sauro della famiglia Chamaeleonidae.

## Descrizione

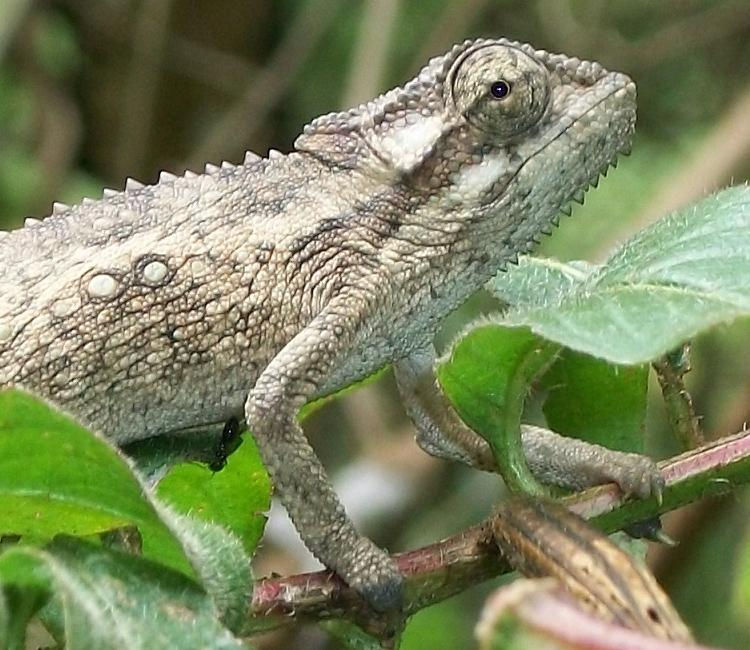

È un camaleonte di piccola taglia, non più lungo di 11 cm, di cui circa la metà spettano alla coda. Sul dorso è presente una cresta dorsale che si continua brevemente sulla coda. La colorazione è estremamente variabile e va dal marrone chiaro uniforme al grigio verdastro con macchie più scure lungo i fianchi. La testa è talvolta di un colore più scuro rispetto al resto del corpo, ma mai nera: il suo nome comune è in realtà inappropriato e deriva dal primo esemplare descritto il quale presentava la testa nera a causa del processo di conservazione.

## Biologia

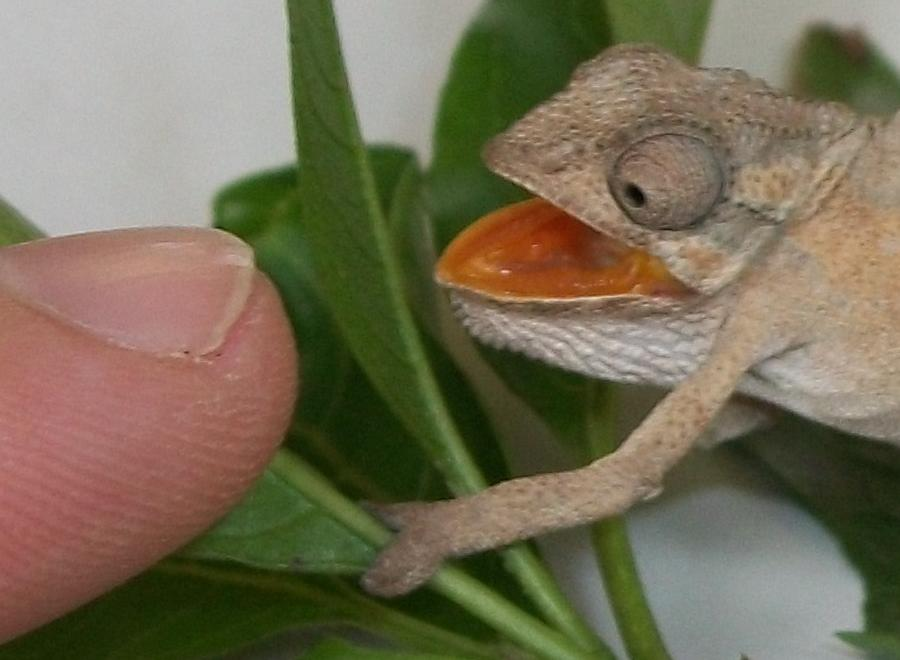
Atteggiamento di minaccia

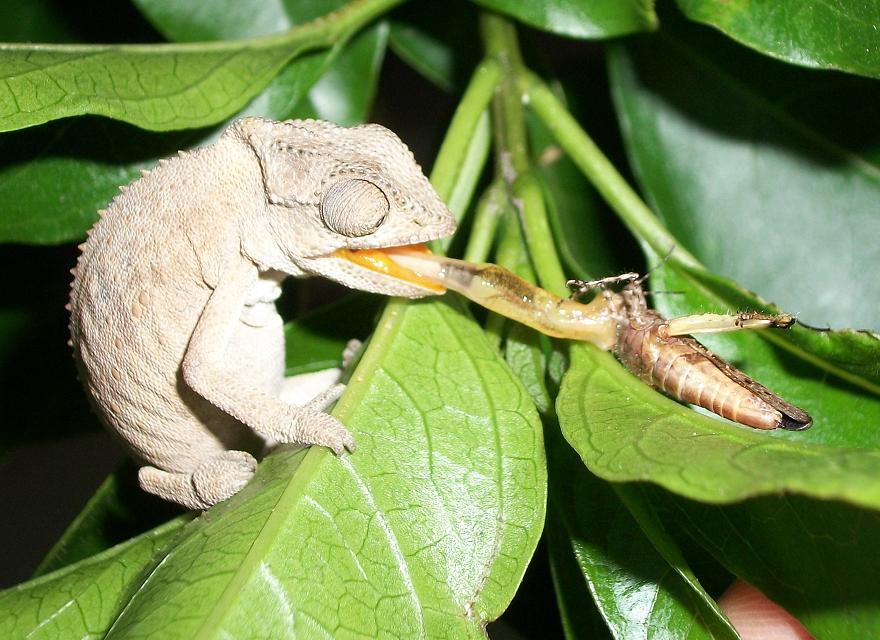
Esemplare che cattura una cavalletta

Questo rettile si nutre di piccoli insetti come mosche e cavallette, che cattura ,come tutti i camaleonti, per mezzo della lunga lingua.

Come tutte le specie del genere Bradypodion è vivipara, cioè dà alla luce piccoli vivi.

Quando si sente in pericolo è solito aprire la bocca per mostrarne l'interno giallo-arancio nel tentativo di spaventare l'aggressore.

I predatori di questo animale includono il serpente maculato dei cespugli (Philothamus semivariegatus), il martin pescatore capobruno (Halcyon albiventris) e il gatto domestico.

## Distribuzione e habitat
Questa specie di camaleonte è endemica della zona costiera meridionale della regione del KwaZulu-Natal, in Sudafrica. Popolazioni di questa specie sono state individuate in particolare nella zona costiera a nord di Durban,  e nelle aree di Pietermaritzburg, Boston e Greytown.
Si adatta a differenti habitat, dalle praterie alle foreste ripariali, ai giardini urbani.
La palma del Senegal (Phoenix reclinata) è ella stessa un micro-habitat favorevole.

## Tassonomia
L'attuale specie potrebbe consistere di diverse specie differenti. Sono state infatti individuate almeno tre varianti regionali: una nelle foreste Karkloof e Gilboa, una nella Foresta di Weza, e infine una nell'area vicina Ixopo e Donnybrook.
Era stato ipotizzato che il camaleonte nano dalla testa nera e il camaleonte nano del Natal Midlands (Bradypodion thamnobates) potessero essere popolazioni fenotipicamente diverse della stessa specie, e proprio per questo giovani esemplari di entrambe le specie erano stati allevati con le medesime condizioni, ma si svilupparono fenotipicamente secondo quanto ci si aspettasse dalla loro popolazione originale, indicando così che si trattava di due specie distinte.

## Conservazione
Il camaleonte dalla testa nera è vulnerabile a causa del suo areale molto limitato. Si ritrova in un certo numero di piccole riserve naturali all'interno del suo habitat, ma al di fuori di queste zone esso è minacciato dalla distruzione del suo habitat, per lo più a causa dello sviluppo industriale e residenziale.
Anche le strade costituiscono un pericolo in quanto frammentano il suo areale; questi animali non sono adatti a vivere in spazi aperti in quanto si muovono molto lentamente; tutto ciò fa di loro facili bersagli per predatori e per i veicoli che circolano sulle strade.
È inserito nell'Appendice II della Convention on International Trade of Endangered Species (CITES)